# Список мистецьких премій України

## Список премій відповідно до їхнього рівня

### Державні премії
- Державна премія України імені Олександра Довженка
- Премія Кабінету Міністрів України ім. Лесі Українки
- Премія Державного комітету по телебаченню і радіомовленню імені Івана Франка
- Премія ім. Богдана Хмельницького (літературно-мистецька премія Міністерства оборони України)
- Національна премія України імені Тараса Шевченка
- Мала премія України ім. Т. Шевченка
- Премія «Смарагдова ліра» (премія Державної прикордонної служби України)
- Міжнародна літературно-мистецька премія імені Миколи Сингаївського (премія Українського фонду культури)

### Премії всеукраїнського значення
- Всеукраїнська літературно-мистецька премія «Київська книга року»
- Всеукраїнська літературно-мистецька премія імені Євгена Гуцала (премія Вінницького земляцтва у місті Києві)
- Премія ім. братів Б. і Л. Лепких (Літературно-мистецька)
- Літературно-мистецька премія імені Івана Нечуй-Левицького (премія Українського фонду культури)
- Всеукраїнська літературно-мистецька премія імені Степана Руданського (літературно-мистецька Вінницької обласної ради)
- Премія Всеукраїнського культурно-наукового фонду Тараса Шевченка «У своїй хаті своя й правда і сила, і воля»
- Всеукраїнська літературна премія ім М. Чабанівського (Національна спілка письменників України)
- Літературна премія імені Олександра Олеся (премія Сумського земляцтва у м. Києві)

### Обласні премії
- Премія «Епізод»

«Ісидор Воробкевич».1986, інкорель 88х57. Картина засл. художника України Криворучко О.І

- Літературно-мистецька премія імені Марка Вовчка (Вінницька область)
- Волинська обласна премія імені Агатангела Кримського (Волинська обл.)
- Премія ім. братів Євгена та Юрія Августина Шерегіїв (Закарпатська обл., у галузі театру)
- Премія ім. Марійки Підгірянки (Івано-Франківська обл.)
- Премія імені Василя Стефаника (Івано-Франківська обл.)
- Літературно-мистецька премія «Кришталева вишня» (премія Вінницької області)
- Премія ім. Є. Маланюка (Кіровоградська обл., номінація «Літературознавство і публіцистика» і «Художня література»)
- Премія «Львівська слава» (Львівська обл.)
- Премія ім. М. Аркаса (Миколаївська область)
- Премія ім. І. П. Котляревського (Полтавська обл.)
- Премія ім. Панаса Мирного (Полтавська обл.)
- Премія ім. М. Бойчука (Тернопільська область)
- Премія «Скарби землі Болохівської» (у галузі краєзнавства, Хмельницька обл.)
- Премія «Берег надії» імені Василя Симоненка (Черкаська обл.)
- Премія ім. Сидора Воробкевича (Чернівецька обл.)
- Премія імені Кузьми Галкіна в галузі літератури і мистецтва (Чернівецька область)
- Премія ім. М. Коцюбинського (Чернігівська обл., номінації «Проза» і «Поезія»)
- Літературно-мистецька премія імені Марка Черемшини (Івано-Франківська область)

### Міські премії
- Мистецька премія «Київ»
- Премія ім. В. Косовського (м. Фастів, Київська область)
- Міська літературно-мистецька премія імені І. С. Нечуя-Левицького (премія міської ради м. Біла Церква)
- Міська молодіжна літературно-мистецька премія імені М. С. Вінграновського (премія міської ради м. Біла Церква)
- Хмельницька міська премія імені Богдана Хмельницького (премія міської ради міста Хмельницького)
- Щорічна літературно-мистецька премія імені Володимира Малика (м. Лубни)

## Премії недержавних організацій

### Премії Національної спілки театральних діячів України
- Премія «Наш родовід»
- Премія імені Марії Заньковецької
- Премія імені Марка Кропивницького
- Премія імені Сергія Данченка (режисерам)
- Премія «Тріумф»
- Премія імені Віктора Афанасьєва
- Премія імені Вадима Писарєва (балет)
- Премія імені Федора Нірода (сценографія)
- Премія імені Володимира Блавацького (США — УКРАЇНА)
- Премія імені Віри Левицької (США — УКРАЇНА)

### Премії Національної спілки письменників України
- Премія імені Дмитра Луценка (літературно-мистецька, «Осіннє золото»)
- Літературно-мистецька премія імені Івана Нечуя-Левицького (літературно-мистецька)
- Премія імені Івана Огієнка
- Літературно-мистецька премія імені Олени Пчілки
- Премія імені М. Рильського
- Премія імені В. Сосюри (Донецьким обласним фондом культури)
- Премія імені Василя Стуса

### Міжнародні недержавні премії
- Премія ім. І. Багряного (Фундації ім. І. Багряного, США)
- Міжнародна премія імені Володимира Винниченка
- Міжнародна премія імені Богдана-Нестора Лепкого (її засновник — літературно-мистецький часопис українців Європи «Зерна», видавництво «Зерна», «Українське видавництво», Баварська організація НСПУ, Просвітянське товариство імені Богдана-Нестора Лепкого)
- Міжнародна літературна премія імені Григорія Сковороди «Сад божественних пісень»
- Премія Міжнародного конкурсу «Коронація слова»
- Премія імені Ірини Калинець (премії недержавних організацій)
- Міжнародна премія ЗА ДОБРОЧИННІСТЬ МДФ "Українська хата"
- Міжнародна премія ЗА МЕЦЕНАЦТВО МДФ "Українська хата"

### Премії меценатів, закладів та організацій
- Театральна премія імені Миколи Зарудного (премія Вінницького земляцтва у місті Києві)
- Премія імені О. Кобилянської (газета «Буковинське віче», м. Чернівці)
- Премія імені Дмитра Нитченка (Ліги українських меценатів)
- Літературна премія ім. Надії Попович (районна рада м. Надвірна, 2001)
- Премія «Глодоський скарб» (премії недержавних організацій)